# Menestra

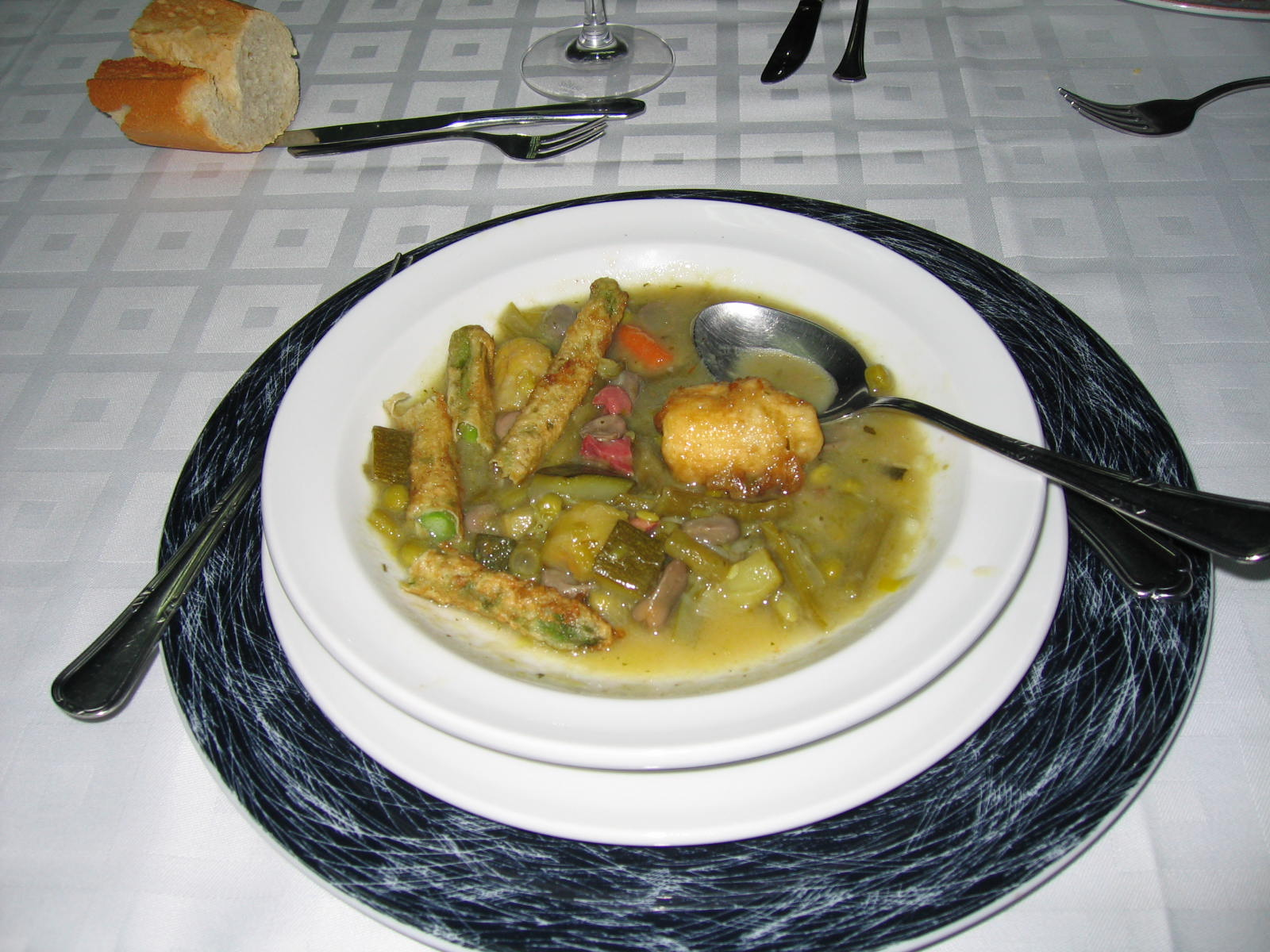
Una menestra en su plato.

La Menestra es un guiso típico español hecho con verduras variadas, generalmente aquellas disponibles en la huerta durante la temporada. Es especialmente popular la menestra palentina, elaborada con carne de cordero y verduras rebozadas. También es famosa en el norte de España, más concretamente en Navarra y La Rioja. La denominación genérica de este plato es menestra de verduras y se suele elaborar con un fondo procedente de un caldo de verduras a la que se le suele añadir un conjunto de verduras cortadas en brunoise: cebolla, apio. El nombre proviene del italiano minestra, que significa sopa, y está emparentado con un plato de este país, el minestrone.

## Variantes
A pesar de ser un guiso típico de la cocina española, en Ecuador, Panamá y el Perú se conoce como menestra a un guiso servido como guarnición elaborado a partir de ciertas legumbres: lentejas, frijol, arvejas (guisantes) o garbanzos, siendo utilizada en todo el territorio nacional. Es uno de los acompañamientos más populares y apetecidos en diferentes clases de platos.